# Stefanuskerk (Beilen)
De Stefanuskerk is een gotisch kerkgebouw van de protestantse gemeenschap in Beilen. Het kerkgebouw is een rijksmonument.

## Beschrijving

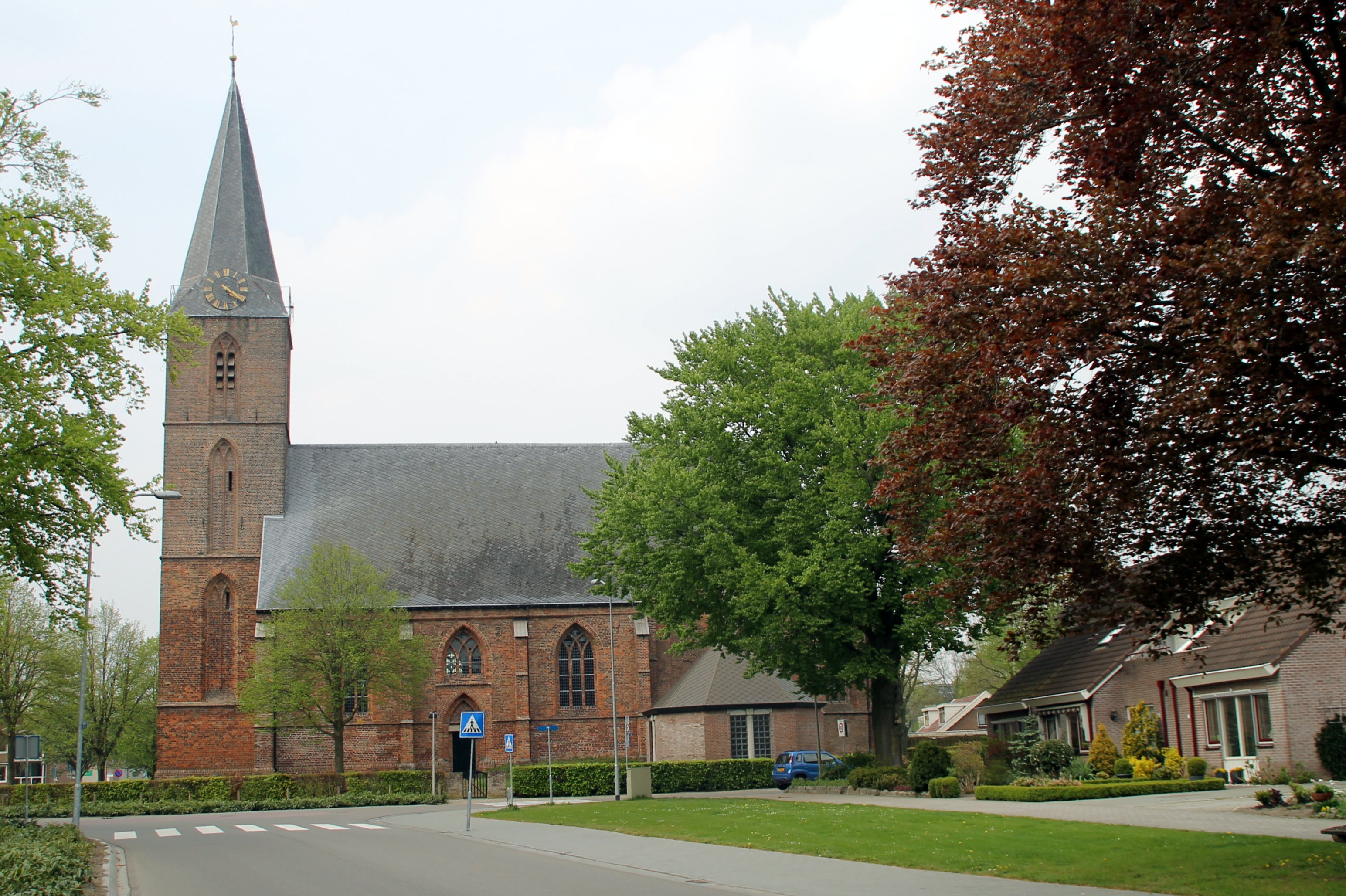
De kerk vanuit zuidelijke richting

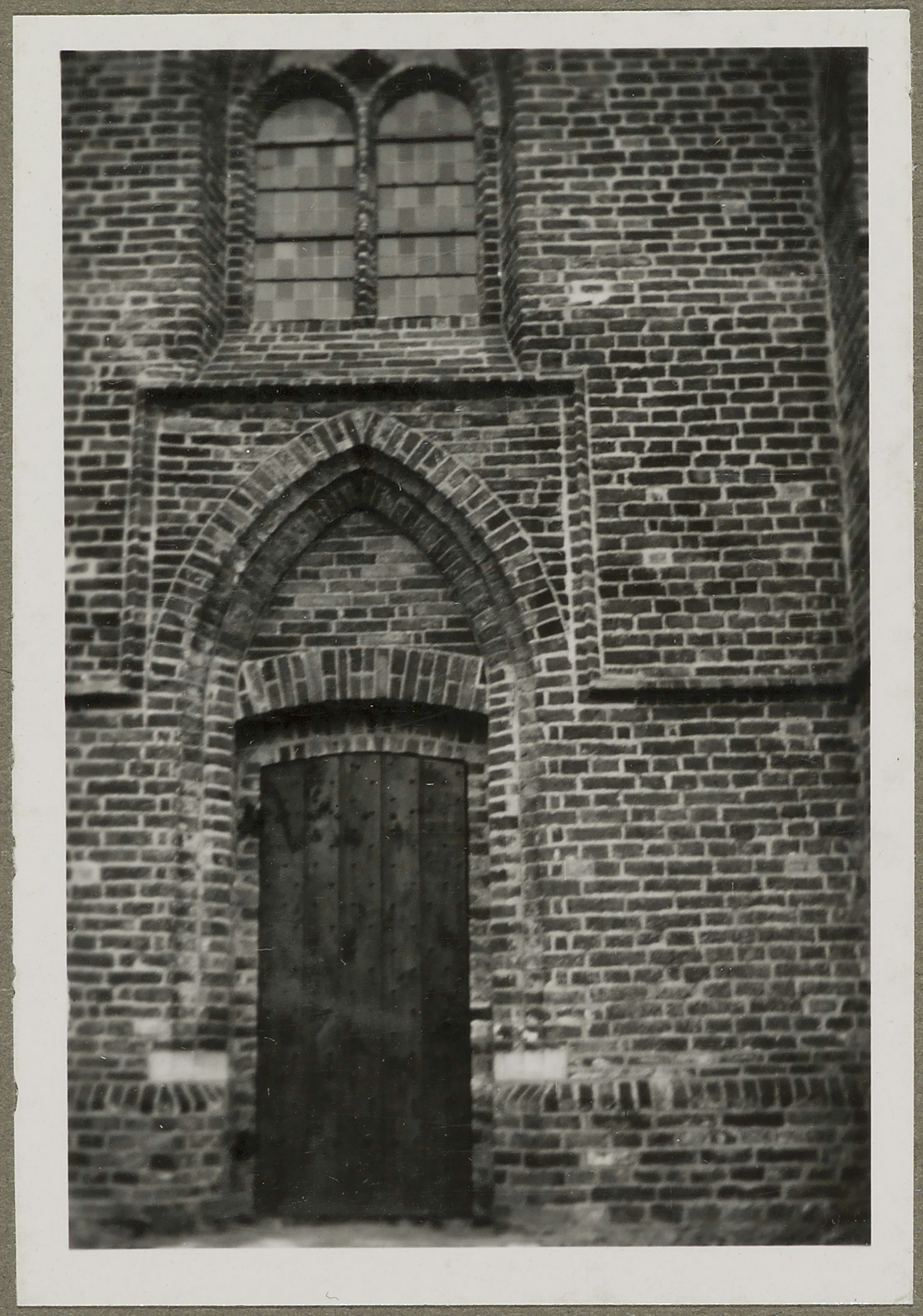
Deur noordgevel

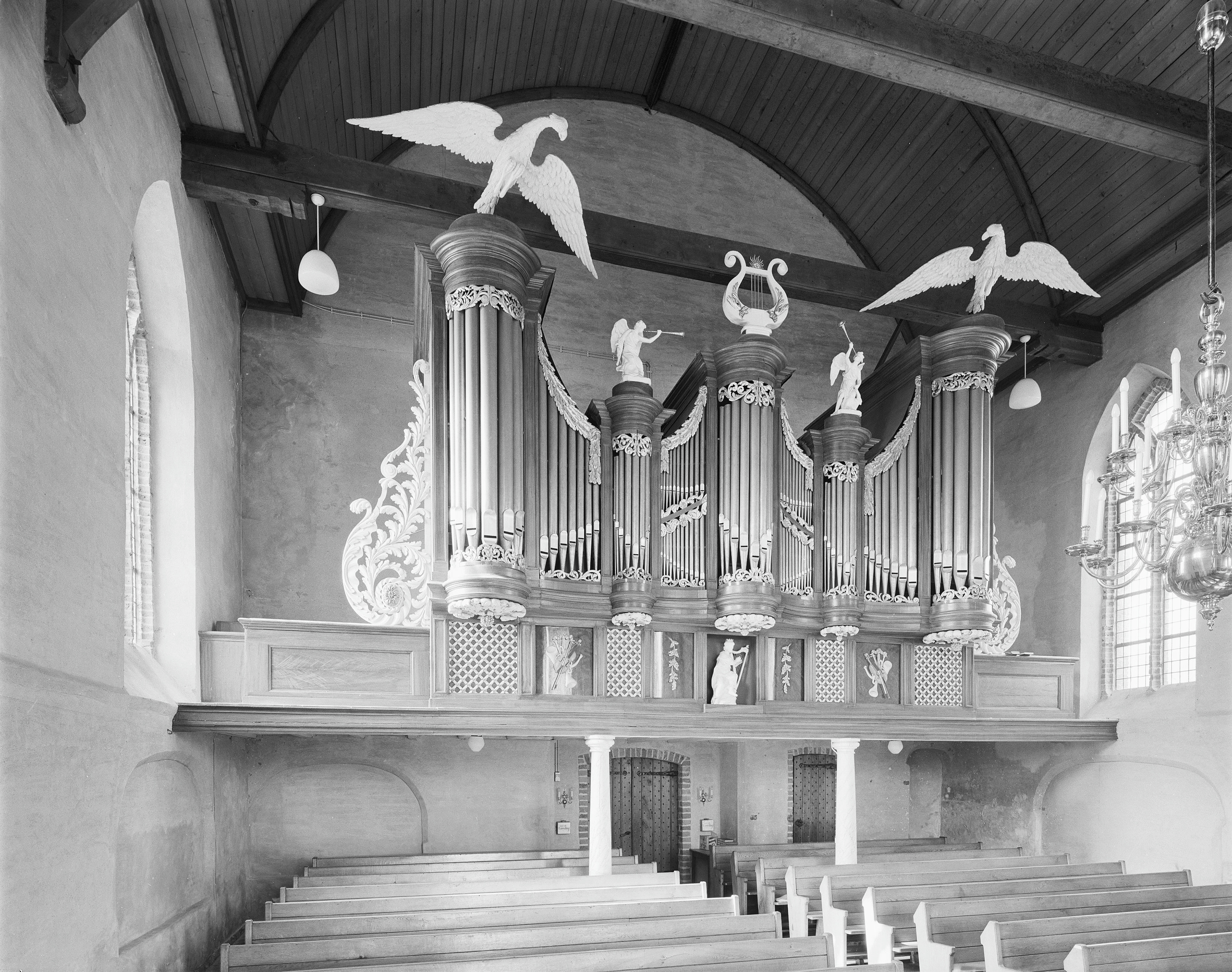
Het Timpe/Van Oeckelen-orgel

De kerk werd voor 1139 gesticht als rooms-katholieke kerk en was gewijd aan de martelaar Stefanus. Het huidige kerkgebouw stamt uit de 14e, 15e eeuw of 16e eeuw. Peter Karstkarel dateert de bouw van schip, toren en koor op rond 1500. Volgens Stenvert et al. zou de kerk al eerder zijn gebouwd, namelijk eind 14e eeuw en het koor begin 15e eeuw. De Rijksdienst voor het Cultureel Erfgoed spreekt van een gebouw uit de 16e eeuw met een toren uit de 15e eeuw. Het was destijds de belangrijkste kerk van het dingspel Middenveld en het gebouw deed ook dienst als kerkelijke rechtbank.
De gotische eenbeukige kerk heeft een eenvoudig schip van drie traveeën met spitsboogvensters en een driezijdig koor. Het koor is wat smaller en hoger dan het schip. De vensters in het koor zijn wat hoger dan de vensters in het schip. Onder de nisjes in het koor bevindt zich een zogenaamde sacramentsnis. De toren is waarschijnlijk gebouwd door Johan die Werckmeister uit Ruinen, die meer kerktorens in Drenthe zou hebben gebouwd. In 1607 was er een brand in de kerk waarbij alleen de muren gespaard bleven. Het huidige tongewelf dateert van na de brand.
In de jaren 1937-1938 werd de kerk gerestaureerd onder leiding van architect Jans Boelens. In 1937 werd ook het torenuurwerk geplaatst, evenals de wijzerplaten aan de buitenkant van de toren. In 1990 werd de kerk opnieuw gerestaureerd, nu onder leiding van de architect S. Deinum. Tijdens deze restauratie werd ook weer een tweede kleine luidklok geplaatst. De originele was in de Tweede Wereldoorlog door de Duitse bezetters weggehaald en gebruikt om munitie te maken.

## Orgel
Het eenklaviers-kerkorgel werd omstreeks 1829 vervaardigd door orgelbouwer Johannes Wilhelmus Timpe en stond oorspronkelijk in de Broerkerk te Groningen. Het werd in 1840 in de Stefanuskerk geplaatst door B. Kerkhoff, die daarbij de orgelkas uitbreidde. In 1862-1863 verbouwde Petrus van Oeckelen het orgel zeer grondig: hij vernieuwde onder meer al het pijpwerk. In 1967 restaureerde de firma Flentrop het instrument.